# David Sklansky
David Sklansky (Teaneck, 22 Dezembro de 1947) é um americano jogador profissional de poker e autor de diversos livros sobre poker e outros jogos envolvendo apostas.

## Vida e Carreira
Sklansky nasceu e cresceu em Teaneck Nova Jérsei onde se graduou  na escola Teaneck High School em 1966. Ele frequentou a Universidade da Pensilvânia mas abandonou antes de se graduar. Retornou para Teaneck e passou em vários exames da Society of Actuaries (que é uma organização profissional norte americana para Atuários), ele tinha 20 anos na época, e passou a trabalhar para um firma de Atuários.
David Sklansky é considerado uma das maiores autoridades quando se fala de  gambling.[carece de fontes?] Ele escreveu diversos livros sobre poker, blackjack e apostas em geral.
Sklansky venceu 3 vezes o campeonato mundial de poker (World Series of Poker), dois em 1982 ($800 Mixed Doubles, and $1000 Draw Poker) e um em 1983 ($1000 Limit Omaha Hi). Ele também venceu um desafio chamado Poker By The Book em um evento para convidados em 2004 no World Poker Tour, batendo grandes mestres de poker como Phil Hellmuth Jr, Mike Caro, T. J. Cloutier, Mike Sexton, e então no final, levou a melhor superando também Doyle Brunson.
Sklansky frequentou a Wharton School na Universidade da Pensilvânia por um ano e posteriormente a deixando para se tornar um apostador profissional.
Ele assumiu por pouco tempo um emprego como um Atuário antes de embarcar no poker. Nesse emprego ele descobriu uma maneira mais rápida de fazer alguns dos cálculos e apresentou essa descoberta ao seu chefe. O patrão disse que ele poderia ir em frente e fazer da maneira apresentada se ele quisesse, mas não iria passar a ordem de fazer o mesmo aos outros trabalhadores e nem Sklansky deveria os informar sobre isso. Sobre esse fato David Sklansky disse: "Em outras palavras, eu sabia de algo que ninguém mais sabia, mas eu não ganhei reconhecimento por isso". Comparando a situação, é citado na obra Sklansky disse na obra The Biggest Game in Town do poeta inglês  Al Alvarez: "No poker, se você é melhor do que alguém, você fará dinheiro de imediato. Se há algo que eu sei sobre o jogo que a outra pessoa não sabe, e se ele não está disposto a aprender ou não consegue entender, então eu vou ganhar dinheiro dele" ("In poker, if you're better than anyone else, you make immediate money. If there's something I know about the game that the other person doesn't, and if he's not willing to learn or can't understand, then I take his money").
Até 2015, a vitórias de David sklansky em torneios ao vivo excediam os U$1.350.000.
Atualmente, David Sklansky está vivendo em Reno (Nevada).

### Livros
Sklansky é autor e co-autor de 13 livros sobre teoria de poker. Seus livros são publicados pela Two Plus Two Publishing. A arte da capa de seus livros muitas vezes tem desenhos de revólveres. Seu livro de 1976 Hold'em Poker foi o primeiro livro que se tem notícia que apresentou amplamente teorias de poker
| Título do Livro                                                                                     | ISBN                  |
| --------------------------------------------------------------------------------------------------- | --------------------- |
| Gambling for a Living by David Sklansky and Mason Malmuth                                           | (ISBN 1-880685-16-7)  |
| Getting the Best of It by David Sklansky                                                            | (ISBN 1-880685-04-3)  |
| Hold'em Poker by David Sklansky                                                                     | (ISBN 1-880685-08-6)  |
| Hold'em Poker for Advanced Players, 21st Century Edition by David Sklansky and Mason Malmuth        | (ISBN 1-880685-22-1)  |
| Poker, Gaming, & Life by David Sklansky                                                             | (ISBN 1-880685-17-5)  |
| Seven Card Stud for Advanced Players by David Sklansky, Mason Malmuth, and Ray Zee                  | (ISBN 1-880685-23-X)  |
| Sklansky on Poker by David Sklansky                                                                 | (ISBN 1-880685-06-X)  |
| Sklansky on Razz by David Sklansky                                                                  | (ISBN 0-87019-050-4)  |
| Sklansky Talks Blackjack by David Sklansky                                                          | (ISBN 1-880685-21-3)  |
| Small Stakes Hold 'em: Winning Big with Expert Play by Ed Miller, David Sklansky, and Mason Malmuth | (ISBN 1-880685-32-9)  |
| Theory of Poker by David Sklansky                                                                   | (ISBN 1-880685-00-0)  |
| Tournament Poker for Advanced Players by David Sklansky                                             | (ISBN 1-880685-28-0)  |
| No Limit Hold 'em: Theory and Practice by David Sklansky and Ed Miller                              | (ISBN 1-880685-37-X)  |
| DUCY? by David Sklansky                                                                             | (ISBN 978-1880685488) |

### Braceletes no World Series of Poker
| Ano  | Torneio            | Prêmio (US$) |
| ---- | ------------------ | ------------ |
| 1982 | $1,000 Draw High   | $15,500      |
| 1982 | $800 Mixed Doubles | $8,800       |
| 1983 | $1,000 Limit Omaha | $25,500      |